# Hijos de la mente
Hijos de la mente (título original Children of the Mind, 1996) es una novela de ciencia ficción escrita por Orson Scott Card y es el desenlace cronológico de la Saga de Ender, iniciada con el libro El juego de Ender. A diferencia de El juego de Ender o La voz de los muertos y al igual que Ender el xenocida, Hijos de la mente no ha ganado el premio Hugo ni Nebula a la mejor novela de ciencia ficción. Posteriormente, Card ha escrito una nueva saga dentro del Enderverso, a partir de una novela paralela al Juego de Ender, denominada La sombra de Ender.

## Argumento
En este libro Ender y sus compañeros deberán ocuparse de varias cosas: evitar que la descolada acabe con ellos, detener a la flota Lusitania enviada por el Congreso Estelar para destruir el planeta y acabar con la amenaza del virus, o idear un modo de viajar a una velocidad mayor que la luz para escapar de ella y evitar que el Congreso Estelar destruya a Jane, además viajan al planeta que creó la descolada para descubrir sus intenciones y comunicarse con ellos.
Ender es abandonado por su esposa Novinha quien se recluye en un convento. Aparecen dos nuevos personajes: Valentine quien es una copia rejuvenecida de su hermana y Peter copia fiel de su hermano muerto. Estos personajes se apoderan de la trama. Peter junto a Wan-Mu tratan de recuperar el poder que poseía el antiguo Hegemon y derribar al Congreso Estelar. Olhado y Greco descubren la manera de que Jane haga viajes intergalácticos en segundos y proponen una nueva forma de concebir el universo. La reina colmena y Humano se comunican continuamente y tratan de ayudar a Jane para cuando esta sea deconectada de los ansibles de la Confederación. La recién creada Valentine se une a Miro para encontrar nuevos mundos para salvar a todas las especies de Lusitania, además tratan de comunicarse con el planeta de la descolada junto a Quara, Miro y Ela. Ender pierde fuerzas y cae enfermo a causa de mantener vivos a los nuevos Peter y Valentine, pero la verdadera razón es que ya no está interesado en vivir la vida que tiene con Novinha, esta descubre en su pasado que tiene que superar sus traumas para dejar libre a Ender.